# Oudeschans (Amsterdam)
De Oudeschans of Oude Schans, oorspronkelijk Nieuwe Gracht, is een brede gracht in het oostelijk deel van de binnenstad van Amsterdam. De gracht loopt in het verlengde van de Zwanenburgwal via de Sint Antoniessluishoogwaterkering en Sint Anthoniesluis (tussen Sint Antoniesbreestraat en Jodenbreestraat) naar het Oosterdok, dat met het IJ verbonden is. Aan de gracht, die men soms de Montelbaansgracht noemt, staat de 16e-eeuwse Montelbaanstoren. De gracht vormt de westelijke oever van het stadseiland Uilenburg op de grens van de Lastagebuurt.
De kades ter weerszijden van de gracht heten Oudeschans, met uitzondering van het deel tussen de Waalseilandgracht en het Oosterdok, bij de Prins Hendrikkade. Daar heet de noordoostelijke kade de Kalkmarkt en de tegenoverliggende kade het 's-Gravenhekje. Naast huisnummer 10 bevindt zich een "gang" naar een achterliggend terrein, waarop de Speeltuin De Waag is gevestigd; kunstenaar Su Tomesen ontwierp daarvoor de toegangspoort. De Rechtboomssloot en de Waalseilandgracht monden uit in de Oudeschans.
De oneven zijde van de Oudeschans ligt op het eiland Uilenburg, dat slechts bereikbaar is via drie bruggen:
- Vanuit de richting Nieuwmarkt via de Keizersbrug (brug nr. 286) bij de Korte Koningsstraat.
- Vanuit de richting Jodenbreestraat via Steenvoetsluis (brug 291) bij de Nieuwe Uilenburgerstraat/Houtkopersburgwal,
- Vanuit de richting Prins Hendrikkade /Rapenburg via de Peperbrug (brug 281) bij de Nieuwe Uilenburgerstraat/Peperstraat.

De Montelbaansbrug (brug nr. 280) ligt in het verlengde van de even zijde van de Oudeschans over de Waalseilandsgracht bij de Oude Waal en de Binnenkant. De Kikkerbilssluis (brug nr. 279) overspant het water van de Oudeschans bij de Prins Hendrikkade.

## Geschiedenis

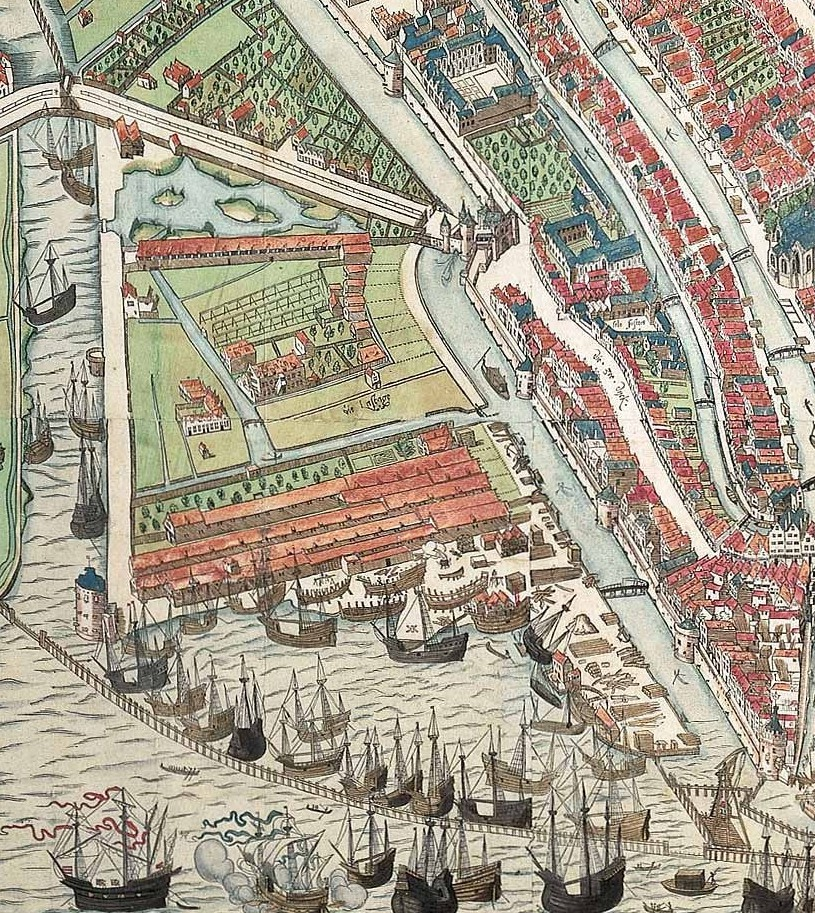
De Lastage tussen de Oudeschans (helemaal links) en Geldersekade. Detail van een houtsnede van Cornelis Antonisz uit 1544.

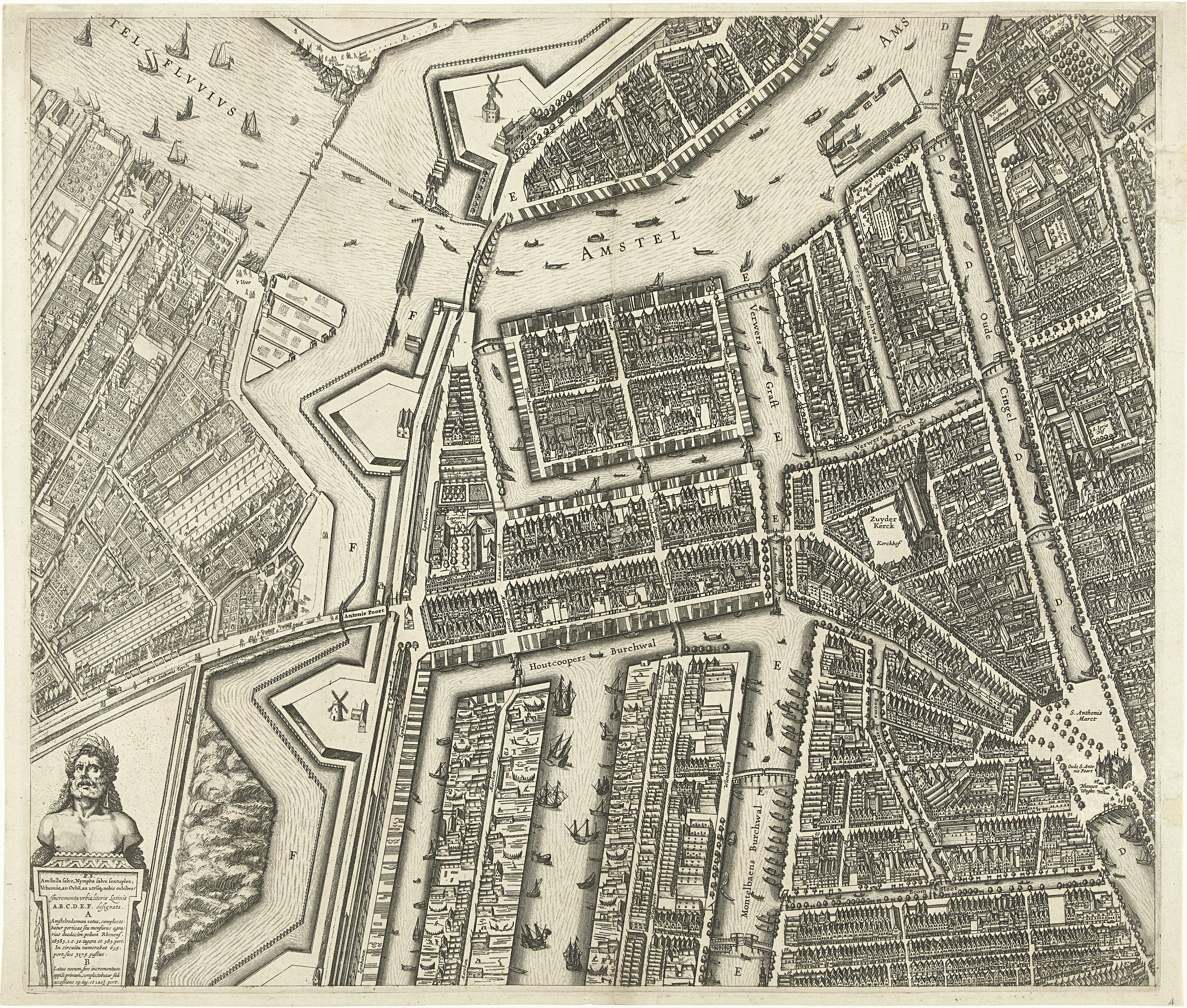
De Oudeschans (rechts van het midden onder) is onderdeel van de stad geworden. Rechts de Lastage; links de eilanden Uilenburg en Valkenburg. Detail van de kaart van Florisz. van Berckenrode uit 1625.

In 1512 vielen Gelderse troepen de stad aan en plunderden de Lastage, het industriegebied met scheepswerven dat aan oostelijke zijde buiten de stad lag. Tussen 1515 en 1518 groef men een arm van de Amstel uit (de Zwanenburgwal) tot de Nieuwe Gracht (zoals de Oudeschans oorspronkelijk heette). Dit werd de verdedigingsgracht aan de oostzijde van de stad. Met de vrijgekomen aarde wierp men een verdedigingswal op, waarop men een houten palissade plaatste. Als deel van dit verdedigingswerk (of: schans)  bouwde men in 1516 de Montelbaanstoren.
Eind 16e eeuw, tijdens de zogenaamde Tweede Uitleg, legde men ten zuidoosten van de Nieuwe Gracht drie eilanden aan; Uilenburg, Marken (later Valkenburg genoemd) en Rapenburg. Toen er, ter verdediging tegen de Spanjaarden een nieuwe stadsmuur verrees die ook de nieuwe eilanden omvatte, verloren de Nieuwe Gracht en de (oude) schans de verdedigende functie. In die tijd kwamen de eerste Duitse joden naar Amsterdam en zij vestigden zich op en rond de Oudeschans.
In 1602 werd de Sint Antoniesdijk aan de zuidzijde van de Oudeschans opengegraven en de Sint Antoniesluis aangelegd, zodat schepen via de Zwanenburgwal naar de Amstel konden varen.
Aan het 's-Gravenhekje, waar de Oudeschans in het Oosterdok uitmondt, staat het West-Indisch Pakhuis. Het in 1642 gebouwde monumentale complex was tussen 1646 en 1674 het hoofdkwartier van de West-Indische Compagnie.
In 1833 kreeg de Oudeschans de bijnaam spokenkade, na een gerucht dat er spoken gezien waren.
De Oudeschans en de parallel lopende Nieuwe Uilenburgerstraat, lagen in het hart van de oude Amsterdamse Joodse buurt.
In 1927 bouwde de gemeente in samenwerking met het Bouwfonds Handwerkers Vriendenkring naar een ontwerp van Jan Hendrik Mulder Jr. (1888-1960) aan de Oudeschans/Nieuwe Uilenburgerstraat een blok van 72 woningen in de stijl van de late Amsterdamse School. De benedenruimten, met de monumentale natuurstenen entree aan de Oudeschans 21, zijn oorspronkelijk ontworpen als opslag voor de goederen, kramen en karren van de, voor de Tweede Wereldoorlog populaire Joodse straatmarkt aan de Nieuwe Uilenburgerstraat. Het complex is in gebruik als expositie- en atelierruimte en biedt plaats aan kunstenaars en jonge ondernemers.
Pakhuis de Korendrager aan de Oudeschans 73-77 werd in 1949 door brand verwoest. Tussen 1974 en 2004 stond hier Het Bimhuis. Toen deze concertzaal voor jazz en geïmproviseerde muziek een nieuw onderkomen had gevonden in het Muziekgebouw aan 't IJ bouwde men hier in 2007 een appartementengebouw naar een ontwerp van Tekton Architecten.

## Bewoners
Jan Swammerdam woonde aan de Oudeschans 18, waar zijn vader, bekend om zijn natuurhistorische verzameling, een apotheek had.
Kunstschilder Willem Witsen huurde tussen 1887-1888 het voormalige atelier van Breitner aan de Oudeschans 5. De Montelbaanstoren en Oudeschans waren een geliefd onderwerp dat hij vanuit zijn raam tekende en schilderde.
In 1978 kwam architect Herman Zeinstra te werken en wonen aan de Oudeschans; het door hem ontworpen Oudeschans 3 werd in 2023 tot gemeentelijk monument benoemd.

## Afbeeldingen

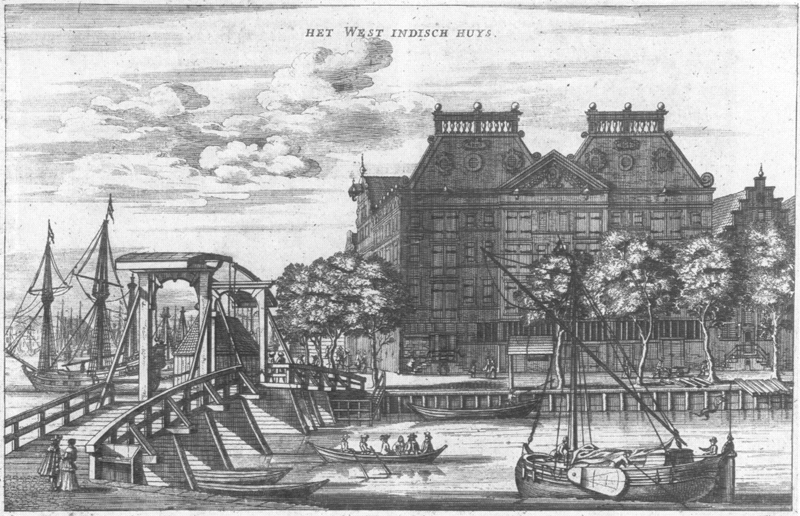
Het West-Indisch Pakhuis, Oudeschans, links het Oosterdok. Gravure 1655.
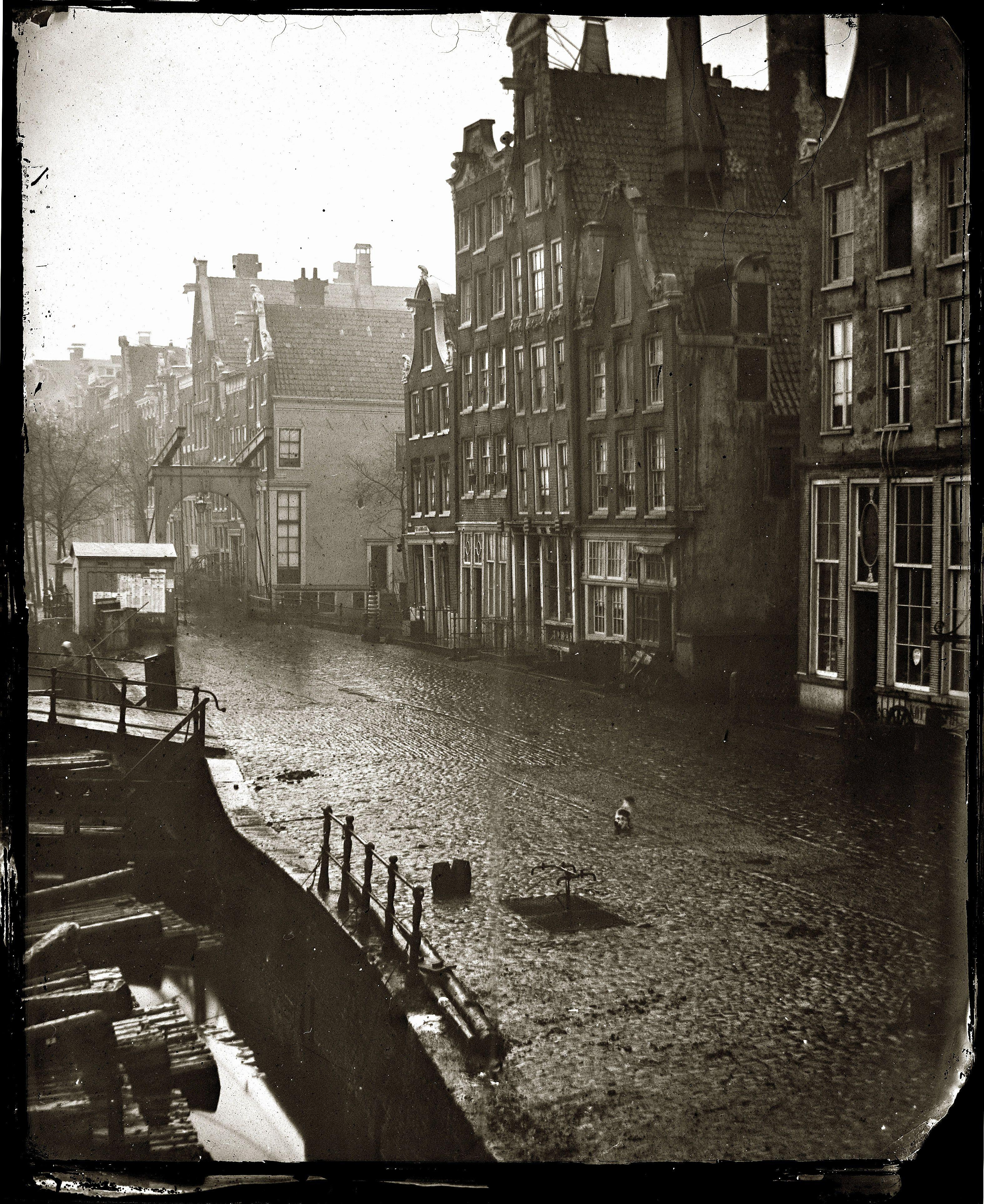
De Oudeschans. Foto: Jacob Olie, 1863.
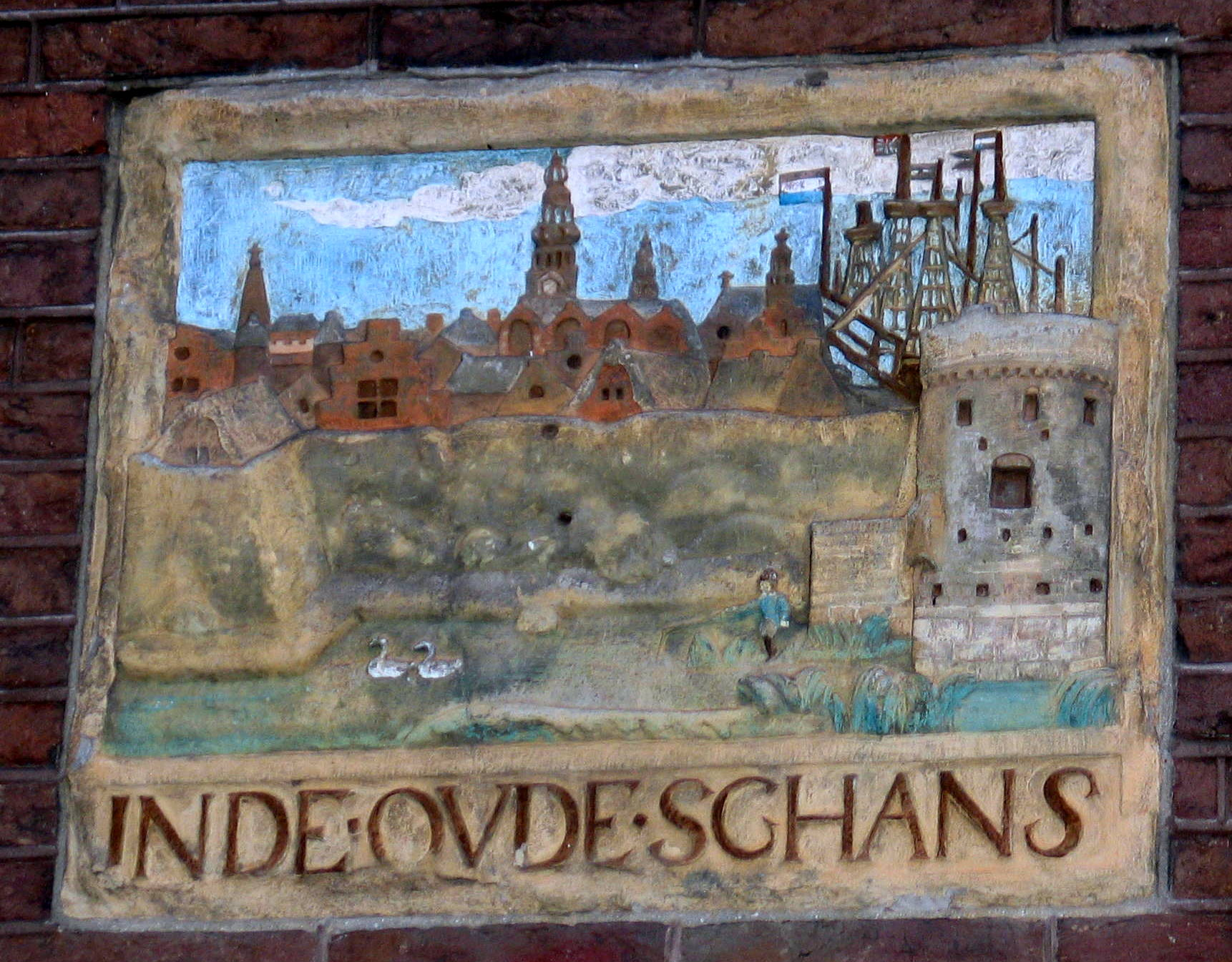
Gevelsteen 'In de Oude Schans' in de muur van het Amsterdams Historisch Museum
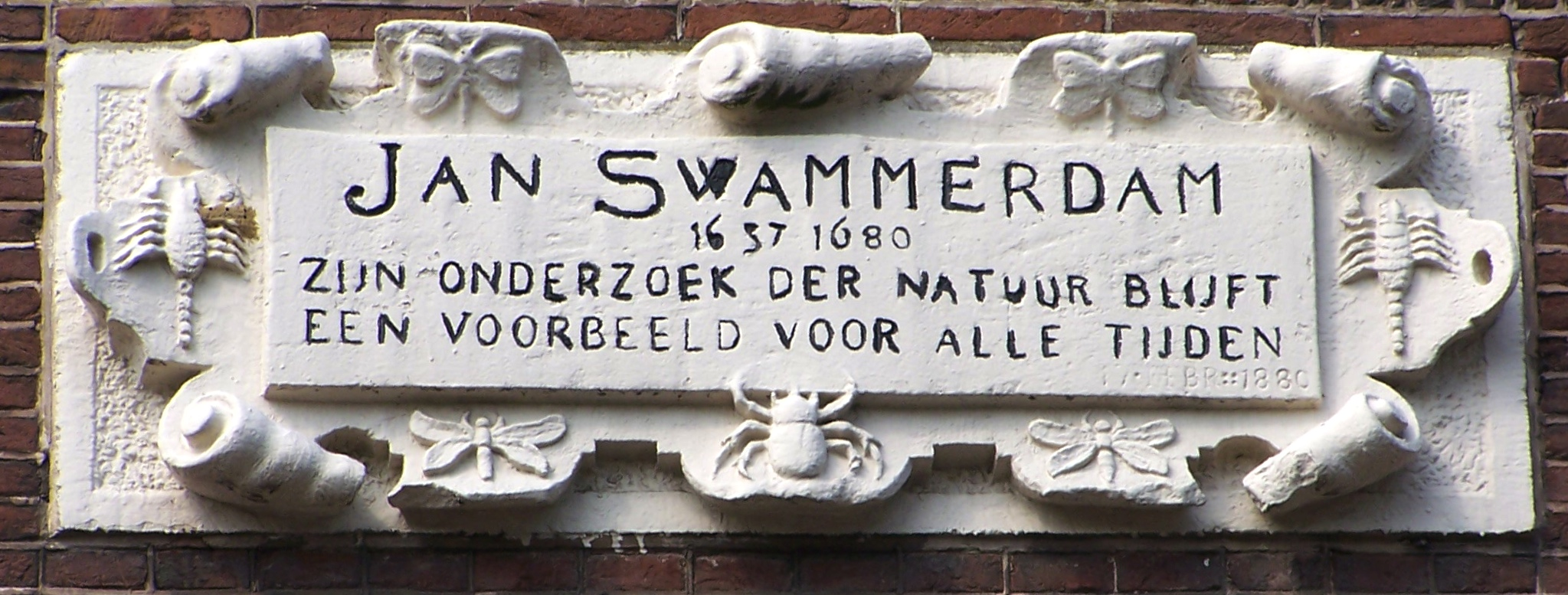
Gevelsteen aan het woonhuis van Jan Swammerdam, Oudeschans 18.
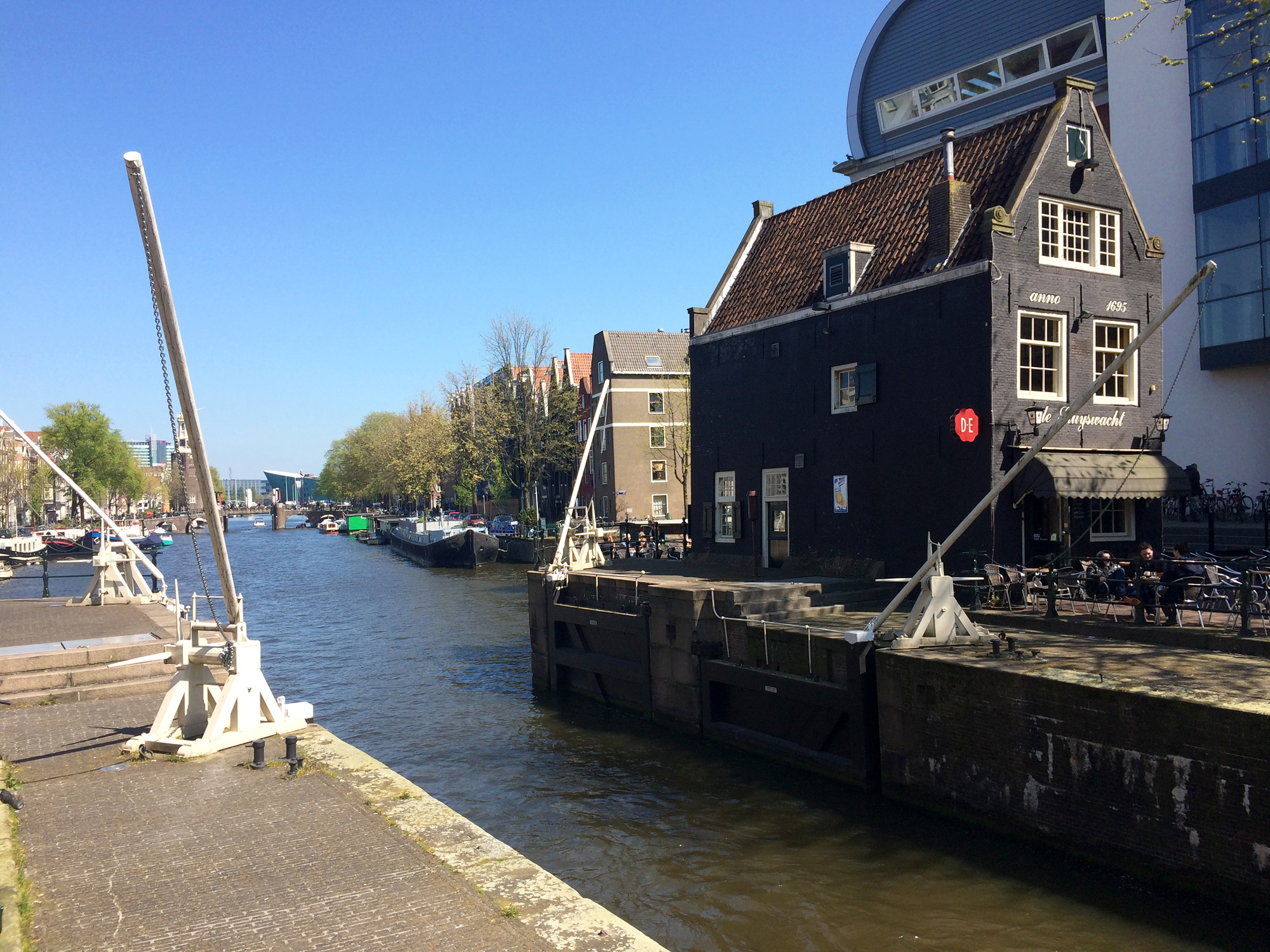
De Oudeschans gezien vanaf de Sint Anthoniesluis
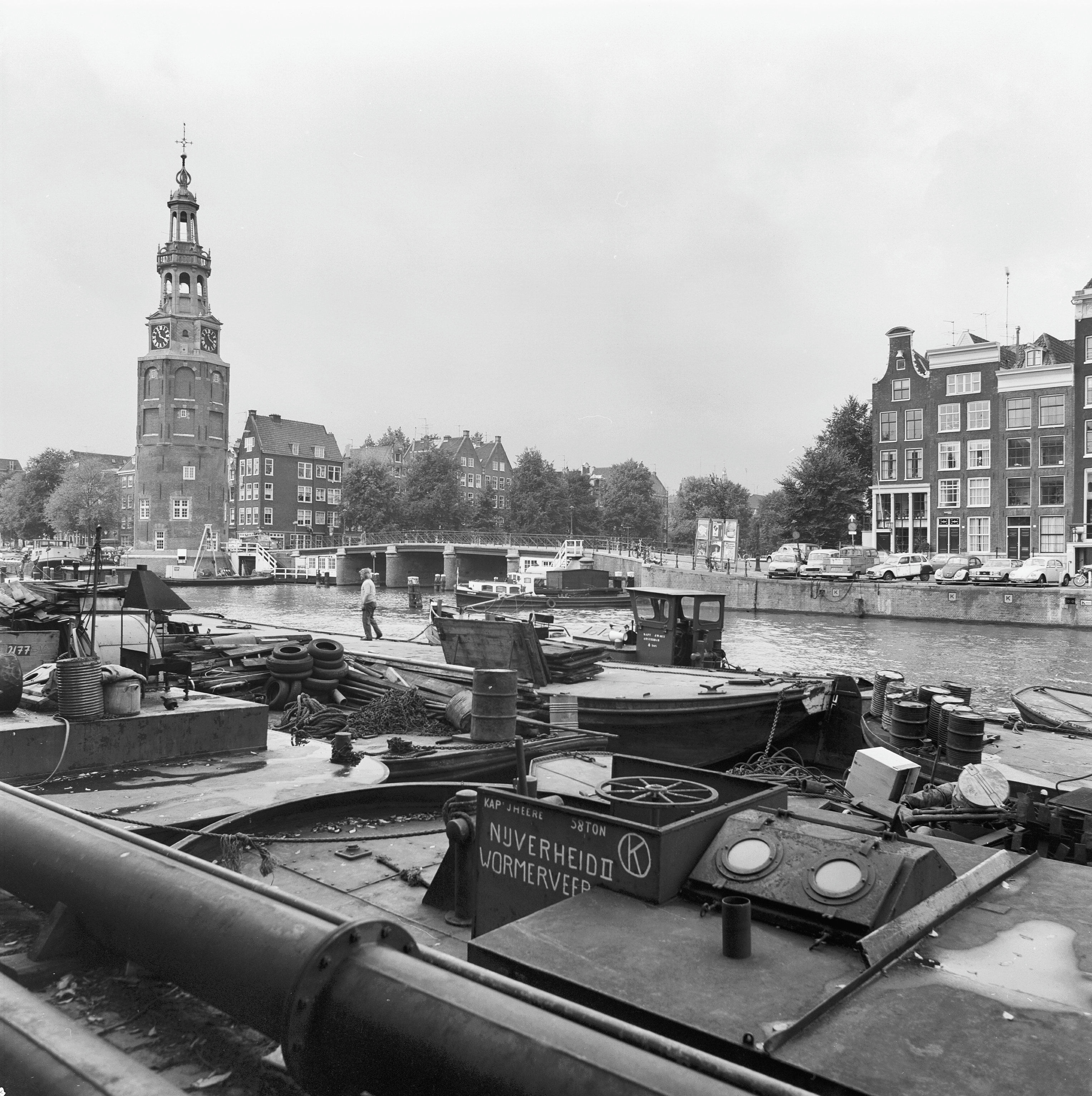
De Oudeschans met Montelbaanstoren, gezien vanaf het 's-Gravenhekje.
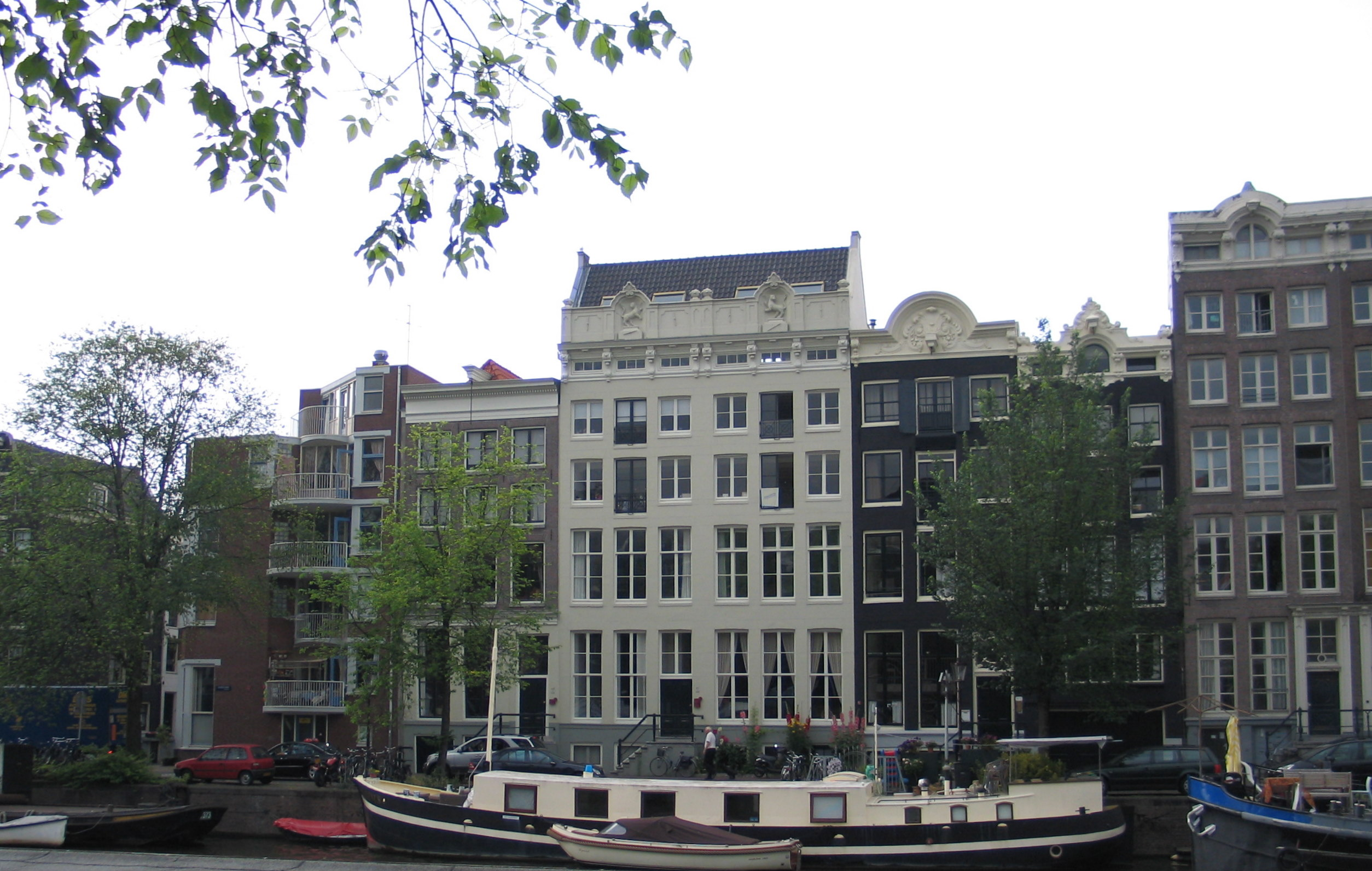
Oudeschans met het dubbelpand De Twee Tijgers, bewoond door Constantin Ranst.
- Video van Oudeschans, 2023.